# Казе Кароло (Падова)
Казе Кароло је насеље у Италији у округу Падова, региону Венето.
Према процени из 2011. у насељу је живело 24 становника. Насеље се налази на надморској висини од 14 м.